# Paul Schober
Paul Schober (* 11. März 1865 in Stuttgart; † 22. August 1943) war ein deutscher Arzt und Rheumatologe; nach ihm ist das Schober-Zeichen benannt, ein Test zur Bestimmung der Beweglichkeit der Lendenwirbelsäule.

## Leben
Paul Schober studierte Medizin in Tübingen, Berlin und Straßburg und legte 1890 in Straßburg sein Staatsexamen ab. Danach war er in verschiedenen Orten in Süddeutschland als Arzt tätig, unter anderem auch einige Monate als Schiffsarzt bei der Deutschen Ostafrika-Linie. 1896 legte er das französische Staatsexamen ab und ließ sich danach in Paris nieder. 1914 verließ Schober Paris und wurde Stabsarzt in Stuttgart sowie ärztlicher Betreuer eines französischen Kriegsgefangenenlagers. 1916 bis 1933 war er Staatlicher Badearzt und Vorsitzender der staatlichen Badeverwaltung in Wildbad. Den bis heute mit seinem Namen verbundenen Schober-Test beschrieb er erstmals 1937 in einem Artikel in der Münchner Medizinischen Wochenschrift.
Schober war seit dem Sommersemester 1885 Mitglied der Studentenverbindung AV Igel Tübingen.

## Werke
- Medizinisches Wörterbuch der deutschen und französischen Sprache. Stuttgart 1908.
- Wildbad und seine Heilquellen: für Kurgäste, Ärzte und Freunde der Natur. Stuttgart 1920.
- Klinik des chronischen Rheumatismus. Ein Buch für die Praxis. Stuttgart 1933.
- Lendenwirbelsäule und Kreuzschmerzen. In: Münchner Medizinische Wochenschrift. 9, 1937, S. 336–338. ISSN 0027-2973